# Xiomara Castro
Iris Xiomara Castro Sarmiento (AFI: [ˌsjoˈmaɾa ˈkastɾo]; Tegucigalpa, 30 settembre 1959) è una politica honduregna, presidente del paese dal 27 gennaio 2022..
È la prima presidente donna del paese, dopo essere stata in precedenza la First Lady durante la presidenza di suo marito Manuel Zelaya.

## Biografia
Seconda di cinque figli, figlia dell'imprenditore Irene Castro Reyes e di Olga Doris Sarmiento Montoya, Castro ha frequentato la scuola primaria e secondaria a Tegucigalpa presso l'Istituto San José del Carmen e l'Istituto María Auxiliadora. Successivamente, ha conseguito una laurea in economia aziendale.

### First lady dell'Honduras (2006-2009)
Castro iniziò l'attività politica durante le elezioni presidenziali del 2005 come responsabile del settore femminile del Partito Liberale nella città di Catacamas, dove contribuì alla campagna elettorale in favore di suo marito, anch'egli membro del Partito Liberale, Manuel Zelaya. Zelaya vinse le elezioni e diventò presidente della Repubblica, con Castro first lady.
Rimase tale fino al 28 giugno 2009, quando il marito fu deposto da un colpo di stato.
Il 7 luglio stesso guidò una marcia nella capitale, Tegucigalpa esigendo la restaurazione del marito al potere. Fu grazie a questa e altre iniziative che Castro si avvicinò al Fronte Nazionale di Resistenza Popolare (FNRP), abbandonando il Partito Liberale.

### Con LIBRE (2011-presente)
Nel marzo del 2011, fondò assieme al marito il partito Libertà e Rifondazione (LIBRE), con il quale si presenterà a tutte le elezioni, risultando vincitrice alle elezioni del 2021.

### Presidenza
Nel 2022 Castro ha ereditato un apparato statale profondamente corrotto, che l'ha portata non soltanto a scegliere di estradare il suo predecessore Juan Orlando Hernández negli Stati Uniti per i suoi legami con il traffico di droga, piuttosto che consegnarlo al sistema giudiziario honduregno, ma anche a chiedere aiuto alle Nazioni Unite per istituire una commissione internazionale per la lotta alla corruzione.
Con lei al governo si effettuò l'abrogazione delle riforme istituzionali e le leggi che consentivano la creazione di zone di libero scambio autonome (Zedes); tuttavia, le Zedes già in funzione sono protette da garanzie per continuare le loro attività per 50 anni. Fu aumentata la spesa sociale, compreso un nuovo programma rivolto alle famiglie in condizioni di estrema povertà. Si confrontò con la forte vulnerabilità dell'Honduras alle pressioni degli Stati Uniti per mantenerlo all'interno dei regimi regionali di libero scambio e con la presenza dell'esercito statunitense sul suo territorio. Inoltre, la Corte Suprema, i cui membri erano stati nominati dai governi precedenti, sta ostacolando alcuni dei suoi piani di riforma, come l'amnistia dei condannati per motivi politici dopo il colpo di Stato del 2009.
Nel febbraio 2022, ha bloccato lo sfratto di famiglie indigene in lite con un imprenditore per la proprietà di un grande terreno a sud della capitale.
Nel marzo 2022 ha vietato le miniere a cielo aperto, dichiarandole dannose per l'ambiente e la popolazione. L'Ufficio dell'Alto Commissario delle Nazioni Unite per i Diritti Umani ha accolto la decisione come "coerente con il principio della giustizia climatica e con la protezione delle risorse naturali, della salute pubblica e dell'accesso all'acqua come diritto umano". L'industria mineraria, tuttavia, ha contestato la misura.
Il 25 novembre 2022 è stato dichiarato lo stato di emergenza per far fronte alla criminalità. L'Honduras, insieme al Guatemala e El Salvador, fa parte del "triangolo della morte" in America Centrale, una regione afflitta da violenza, povertà e corruzione.

## Vita privata
Nel gennaio 1976 si sposò con l'imprenditore e politico Manuel Zelaya, che è un suo cugino. Dall'unione nacquero quattro figli: Zoe, Héctor Manuel, Hortensia Xiomara e José Manuel.